# Liste des planètes mineures (638001-639000)
Voici la liste des planètes mineures numérotées de 638001 à 639000. Les planètes mineures sont numérotées lorsque leur orbite est confirmée, ce qui peut parfois se produire longtemps après leur découverte. Elles sont classées ici par leur numéro.

## Planètes mineures 638001 à 639000
- (638001) 2015 RT196
- (638002) 2015 RX200
- (638003) 2015 RE202
- (638004) 2015 RC205
- (638005) 2015 RJ206
- (638006) 2015 RT206
- (638007) 2015 RK207
- (638008) 2015 RX208
- (638009) 2015 RO211
- (638010) 2015 RX215
- (638011) 2015 RY220
- (638012) 2015 RC224
- (638013) 2015 RD236
- (638014) 2015 RS237
- (638015) 2015 RH242
- (638016) 2015 RT242
- (638017) 2015 RH244
- (638018) 2015 RL249
- (638019) 2015 RC253
- (638020) 2015 RW253
- (638021) 2015 RX253
- (638022) 2015 RN255
- (638023) 2015 RW255
- (638024) 2015 RF257
- (638025) 2015 RM259
- (638026) 2015 RV260
- (638027) 2015 RG261
- (638028) 2015 RW261
- (638029) 2015 RS264
- (638030) 2015 RT265
- (638031) 2015 RV266
- (638032) 2015 RY267
- (638033) 2015 RN277
- (638034) 2015 RT365
- (638035) 2015 RL379
- (638036) 2015 SW
- (638037) 2015 SL2
- (638038) 2015 ST5
- (638039) 2015 SA6
- (638040) 2015 SC8
- (638041) 2015 SW8
- (638042) 2015 SB15
- (638043) 2015 SX15
- (638044) 2015 SB19
- (638045) 2015 SA20
- (638046) 2015 SF23
- (638047) 2015 SU24
- (638048) 2015 SB25
- (638049) 2015 SO25
- (638050) 2015 SB47
- (638051) 2015 TU
- (638052) 2015 TV
- (638053) 2015 TM2
- (638054) 2015 TD5
- (638055) 2015 TO5
- (638056) 2015 TZ10
- (638057) 2015 TE11
- (638058) 2015 TM15
- (638059) 2015 TS26
- (638060) 2015 TO28
- (638061) 2015 TZ28
- (638062) 2015 TD30
- (638063) 2015 TH39
- (638064) 2015 TT42
- (638065) 2015 TJ44
- (638066) 2015 TK47
- (638067) 2015 TZ48
- (638068) 2015 TR49
- (638069) 2015 TJ59
- (638070) 2015 TJ66
- (638071) 2015 TH71
- (638072) 2015 TQ72
- (638073) 2015 TW72
- (638074) 2015 TP73
- (638075) 2015 TG76
- (638076) 2015 TX76
- (638077) 2015 TM77
- (638078) 2015 TD78
- (638079) 2015 TN80
- (638080) 2015 TZ80
- (638081) 2015 TR82
- (638082) 2015 TZ84
- (638083) 2015 TF85
- (638084) 2015 TD86
- (638085) 2015 TT86
- (638086) 2015 TU86
- (638087) 2015 TZ87
- (638088) 2015 TE92
- (638089) 2015 TK93
- (638090) 2015 TC97
- (638091) 2015 TQ97
- (638092) 2015 TJ98
- (638093) 2015 TY102
- (638094) 2015 TK103
- (638095) 2015 TU105
- (638096) 2015 TA106
- (638097) 2015 TJ106
- (638098) 2015 TU107
- (638099) 2015 TN112
- (638100) 2015 TT119
- (638101) 2015 TF121
- (638102) 2015 TA127
- (638103) 2015 TF133
- (638104) 2015 TR134
- (638105) 2015 TM138
- (638106) 2015 TL141
- (638107) 2015 TN157
- (638108) 2015 TB158
- (638109) 2015 TS159
- (638110) 2015 TJ160
- (638111) 2015 TY161
- (638112) 2015 TS163
- (638113) 2015 TT166
- (638114) 2015 TA167
- (638115) 2015 TR169
- (638116) 2015 TC174
- (638117) 2015 TF199
- (638118) 2015 TK199
- (638119) 2015 TJ202
- (638120) 2015 TL203
- (638121) 2015 TG208
- (638122) 2015 TL208
- (638123) 2015 TN209
- (638124) 2015 TS213
- (638125) 2015 TJ221
- (638126) 2015 TD227
- (638127) 2015 TR227
- (638128) 2015 TJ229
- (638129) 2015 TQ235
- (638130) 2015 TW249
- (638131) 2015 TO252
- (638132) 2015 TZ253
- (638133) 2015 TE255
- (638134) 2015 TC259
- (638135) 2015 TJ260
- (638136) 2015 TB265
- (638137) 2015 TL268
- (638138) 2015 TZ269
- (638139) 2015 TA273
- (638140) 2015 TE281
- (638141) 2015 TM281
- (638142) 2015 TB288
- (638143) 2015 TP290
- (638144) 2015 TM295
- (638145) 2015 TD297
- (638146) 2015 TQ307
- (638147) 2015 TF312
- (638148) 2015 TX318
- (638149) 2015 TQ320
- (638150) 2015 TY321
- (638151) 2015 TN329
- (638152) 2015 TS332
- (638153) 2015 TN338
- (638154) 2015 TF341
- (638155) 2015 TV344
- (638156) 2015 TH346
- (638157) 2015 TL351
- (638158) 2015 TR358
- (638159) 2015 TL359
- (638160) 2015 TG360
- (638161) 2015 TD365
- (638162) 2015 TR365
- (638163) 2015 TD366
- (638164) 2015 TO366
- (638165) 2015 TF368
- (638166) 2015 TG369
- (638167) 2015 TR369
- (638168) 2015 TO371
- (638169) 2015 TS371
- (638170) 2015 TY371
- (638171) 2015 TL379
- (638172) 2015 TM380
- (638173) 2015 TQ381
- (638174) 2015 TP386
- (638175) 2015 TV386
- (638176) 2015 TD387
- (638177) 2015 TE414
- (638178) 2015 TV444
- (638179) 2015 TC458
- (638180) 2015 UE
- (638181) 2015 UU8
- (638182) 2015 UN12
- (638183) 2015 UE15
- (638184) 2015 UU19
- (638185) 2015 UF22
- (638186) 2015 UK27
- (638187) 2015 UU30
- (638188) 2015 UU35
- (638189) 2015 UL42
- (638190) 2015 UJ46
- (638191) 2015 UV50
- (638192) 2015 UF52
- (638193) 2015 UK55
- (638194) 2015 UZ61
- (638195) 2015 UX66
- (638196) 2015 UZ68
- (638197) 2015 UQ69
- (638198) 2015 UQ70
- (638199) 2015 UF82
- (638200) 2015 UV82
- (638201) 2015 UD83
- (638202) 2015 UG86
- (638203) 2015 UJ86
- (638204) 2015 UA88
- (638205) 2015 UH97
- (638206) 2015 VY4
- (638207) 2015 VN6
- (638208) 2015 VV12
- (638209) 2015 VM14
- (638210) 2015 VC15
- (638211) 2015 VG22
- (638212) 2015 VS25
- (638213) 2015 VG27
- (638214) 2015 VS29
- (638215) 2015 VP30
- (638216) 2015 VD31
- (638217) 2015 VK33
- (638218) 2015 VG36
- (638219) 2015 VE37
- (638220) 2015 VQ38
- (638221) 2015 VL39
- (638222) 2015 VZ39
- (638223) 2015 VE40
- (638224) 2015 VT40
- (638225) 2015 VM47
- (638226) 2015 VR53
- (638227) 2015 VW54
- (638228) 2015 VA55
- (638229) 2015 VW59
- (638230) 2015 VN60
- (638231) 2015 VR60
- (638232) 2015 VU60
- (638233) 2015 VH63
- (638234) 2015 VM67
- (638235) 2015 VC74
- (638236) 2015 VU74
- (638237) 2015 VF82
- (638238) 2015 VR82
- (638239) 2015 VX84
- (638240) 2015 VL85
- (638241) 2015 VM86
- (638242) 2015 VZ90
- (638243) 2015 VU95
- (638244) 2015 VK96
- (638245) 2015 VD100
- (638246) 2015 VM100
- (638247) 2015 VS100
- (638248) 2015 VA101
- (638249) 2015 VZ105
- (638250) 2015 VG107
- (638251) 2015 VX111
- (638252) 2015 VY111
- (638253) 2015 VF112
- (638254) 2015 VS112
- (638255) 2015 VJ113
- (638256) 2015 VM116
- (638257) 2015 VL117
- (638258) 2015 VP118
- (638259) 2015 VB119
- (638260) 2015 VC121
- (638261) 2015 VJ122
- (638262) 2015 VU122
- (638263) 2015 VZ126
- (638264) 2015 VN128
- (638265) 2015 VU128
- (638266) 2015 VV128
- (638267) 2015 VY128
- (638268) 2015 VM129
- (638269) 2015 VL131
- (638270) 2015 VT135
- (638271) 2015 VD136
- (638272) 2015 VM137
- (638273) 2015 VL145
- (638274) 2015 VR149
- (638275) 2015 VH151
- (638276) 2015 VR151
- (638277) 2015 VJ155
- (638278) 2015 VN155
- (638279) 2015 VV156
- (638280) 2015 VX161
- (638281) 2015 VK197
- (638282) 2015 VP199
- (638283) 2015 VE210
- (638284) 2015 VT218
- (638285) 2015 WM7
- (638286) 2015 WS18
- (638287) 2015 WY18
- (638288) 2015 WH19
- (638289) 2015 WC20
- (638290) 2015 XX2
- (638291) 2015 XM9
- (638292) 2015 XV17
- (638293) 2015 XB20
- (638294) 2015 XA23
- (638295) 2015 XJ23
- (638296) 2015 XK23
- (638297) 2015 XC24
- (638298) 2015 XV26
- (638299) 2015 XO28
- (638300) 2015 XM35
- (638301) 2015 XZ35
- (638302) 2015 XH39
- (638303) 2015 XN41
- (638304) 2015 XS44
- (638305) 2015 XL47
- (638306) 2015 XE50
- (638307) 2015 XA56
- (638308) 2015 XP58
- (638309) 2015 XO62
- (638310) 2015 XJ64
- (638311) 2015 XH69
- (638312) 2015 XJ70
- (638313) 2015 XP79
- (638314) 2015 XW83
- (638315) 2015 XH85
- (638316) 2015 XR85
- (638317) 2015 XU88
- (638318) 2015 XD90
- (638319) 2015 XW94
- (638320) 2015 XO97
- (638321) 2015 XW102
- (638322) 2015 XH103
- (638323) 2015 XT103
- (638324) 2015 XF104
- (638325) 2015 XL105
- (638326) 2015 XS110
- (638327) 2015 XT115
- (638328) 2015 XP125
- (638329) 2015 XB132
- (638330) 2015 XB133
- (638331) 2015 XJ134
- (638332) 2015 XT141
- (638333) 2015 XW146
- (638334) 2015 XS149
- (638335) 2015 XW154
- (638336) 2015 XE158
- (638337) 2015 XM161
- (638338) 2015 XL163
- (638339) 2015 XA172
- (638340) 2015 XE175
- (638341) 2015 XM177
- (638342) 2015 XF182
- (638343) 2015 XQ189
- (638344) 2015 XS194
- (638345) 2015 XM198
- (638346) 2015 XZ202
- (638347) 2015 XQ206
- (638348) 2015 XP209
- (638349) 2015 XG211
- (638350) 2015 XW214
- (638351) 2015 XE218
- (638352) 2015 XN223
- (638353) 2015 XP224
- (638354) 2015 XX228
- (638355) 2015 XF231
- (638356) 2015 XY240
- (638357) 2015 XY243
- (638358) 2015 XE255
- (638359) 2015 XD271
- (638360) 2015 XN282
- (638361) 2015 XX284
- (638362) 2015 XM286
- (638363) 2015 XU291
- (638364) 2015 XK299
- (638365) 2015 XM299
- (638366) 2015 XP300
- (638367) 2015 XQ301
- (638368) 2015 XT308
- (638369) 2015 XF309
- (638370) 2015 XJ309
- (638371) 2015 XH312
- (638372) 2015 XJ314
- (638373) 2015 XQ314
- (638374) 2015 XT321
- (638375) 2015 XP323
- (638376) 2015 XJ324
- (638377) 2015 XY333
- (638378) 2015 XW338
- (638379) 2015 XV347
- (638380) 2015 XO353
- (638381) 2015 XY354
- (638382) 2015 XK355
- (638383) 2015 XC357
- (638384) 2015 XH359
- (638385) 2015 XG363
- (638386) 2015 XB366
- (638387) 2015 XA367
- (638388) 2015 XT367
- (638389) 2015 XD368
- (638390) 2015 XZ368
- (638391) 2015 XU372
- (638392) 2015 XT373
- (638393) 2015 XU373
- (638394) 2015 XZ375
- (638395) 2015 XC380
- (638396) 2015 XP381
- (638397) 2015 XA402
- (638398) 2015 XC403
- (638399) 2015 XJ403
- (638400) 2015 XP403
- (638401) 2015 XS403
- (638402) 2015 XA404
- (638403) 2015 XG404
- (638404) 2015 XL406
- (638405) 2015 XF407
- (638406) 2015 XY407
- (638407) 2015 XQ413
- (638408) 2015 XF414
- (638409) 2015 XB418
- (638410) 2015 XZ420
- (638411) 2015 YM5
- (638412) 2015 YF7
- (638413) 2015 YJ7
- (638414) 2015 YF11
- (638415) 2015 YE13
- (638416) 2015 YC22
- (638417) 2015 YR27
- (638418) 2015 YZ36
- (638419) 2016 AS1
- (638420) 2016 AF6
- (638421) 2016 AR13
- (638422) 2016 AT18
- (638423) 2016 AO19
- (638424) 2016 AT20
- (638425) 2016 AP23
- (638426) 2016 AA24
- (638427) 2016 AM25
- (638428) 2016 AT29
- (638429) 2016 AD30
- (638430) 2016 AT31
- (638431) 2016 AG34
- (638432) 2016 AD35
- (638433) 2016 AX35
- (638434) 2016 AS39
- (638435) 2016 AD41
- (638436) 2016 AZ43
- (638437) 2016 AF44
- (638438) 2016 AL45
- (638439) 2016 AB47
- (638440) 2016 AC49
- (638441) 2016 AO54
- (638442) 2016 AP54
- (638443) 2016 AS55
- (638444) 2016 AS58
- (638445) 2016 AG59
- (638446) 2016 AE60
- (638447) 2016 AE62
- (638448) 2016 AO62
- (638449) 2016 AE64
- (638450) 2016 AY66
- (638451) 2016 AK68
- (638452) 2016 AV68
- (638453) 2016 AU69
- (638454) 2016 AP75
- (638455) 2016 AH80
- (638456) 2016 AR80
- (638457) 2016 AQ84
- (638458) 2016 AN85
- (638459) 2016 AN86
- (638460) 2016 AX86
- (638461) 2016 AY87
- (638462) 2016 AN95
- (638463) 2016 AW96
- (638464) 2016 AX96
- (638465) 2016 AW97
- (638466) 2016 AF101
- (638467) 2016 AA102
- (638468) 2016 AW104
- (638469) 2016 AV108
- (638470) 2016 AW108
- (638471) 2016 AY110
- (638472) 2016 AH112
- (638473) 2016 AP115
- (638474) 2016 AS115
- (638475) 2016 AC117
- (638476) 2016 AT117
- (638477) 2016 AW124
- (638478) 2016 AA126
- (638479) 2016 AW126
- (638480) 2016 AW128
- (638481) 2016 AS135
- (638482) 2016 AG149
- (638483) 2016 AR158
- (638484) 2016 AS159
- (638485) 2016 AG168
- (638486) 2016 AO168
- (638487) 2016 AJ169
- (638488) 2016 AA183
- (638489) 2016 AW186
- (638490) 2016 AJ187
- (638491) 2016 AP191
- (638492) 2016 AR195
- (638493) 2016 AU209
- (638494) 2016 AC217
- (638495) 2016 AF218
- (638496) 2016 AB219
- (638497) 2016 AG219
- (638498) 2016 AJ219
- (638499) 2016 AZ219
- (638500) 2016 AG220
- (638501) 2016 AP220
- (638502) 2016 AK221
- (638503) 2016 AX222
- (638504) 2016 AR223
- (638505) 2016 AV224
- (638506) 2016 AU230
- (638507) 2016 AG233
- (638508) 2016 AJ234
- (638509) 2016 AT234
- (638510) 2016 AV235
- (638511) 2016 AF236
- (638512) 2016 AO236
- (638513) 2016 AW236
- (638514) 2016 AA237
- (638515) 2016 AE239
- (638516) 2016 AF239
- (638517) 2016 AM239
- (638518) 2016 AP239
- (638519) 2016 AR242
- (638520) 2016 AG243
- (638521) 2016 AL244
- (638522) 2016 AU245
- (638523) 2016 AB247
- (638524) 2016 AE248
- (638525) 2016 AG250
- (638526) 2016 AW251
- (638527) 2016 AK252
- (638528) 2016 AK253
- (638529) 2016 AR253
- (638530) 2016 AX256
- (638531) 2016 AL258
- (638532) 2016 AF260
- (638533) 2016 AK261
- (638534) 2016 AW265
- (638535) 2016 AY266
- (638536) 2016 AG271
- (638537) 2016 AD272
- (638538) 2016 AR273
- (638539) 2016 AZ273
- (638540) 2016 AJ276
- (638541) 2016 AS277
- (638542) 2016 AP311
- (638543) 2016 AQ337
- (638544) 2016 AC355
- (638545) 2016 AA358
- (638546) 2016 AX360
- (638547) 2016 AK375
- (638548) 2016 AH376
- (638549) 2016 AR379
- (638550) 2016 BF2
- (638551) 2016 BW10
- (638552) 2016 BV12
- (638553) 2016 BY12
- (638554) 2016 BF15
- (638555) 2016 BS19
- (638556) 2016 BU20
- (638557) 2016 BD23
- (638558) 2016 BD24
- (638559) 2016 BM27
- (638560) 2016 BF29
- (638561) 2016 BU30
- (638562) 2016 BX31
- (638563) 2016 BC33
- (638564) 2016 BM40
- (638565) 2016 BV40
- (638566) 2016 BZ41
- (638567) 2016 BL43
- (638568) 2016 BL44
- (638569) 2016 BL48
- (638570) 2016 BS49
- (638571) 2016 BO51
- (638572) 2016 BQ52
- (638573) 2016 BW52
- (638574) 2016 BQ54
- (638575) 2016 BG56
- (638576) 2016 BR56
- (638577) 2016 BQ57
- (638578) 2016 BX57
- (638579) 2016 BK58
- (638580) 2016 BS59
- (638581) 2016 BV59
- (638582) 2016 BG63
- (638583) 2016 BG64
- (638584) 2016 BN64
- (638585) 2016 BA68
- (638586) 2016 BE70
- (638587) 2016 BJ73
- (638588) 2016 BM73
- (638589) 2016 BA88
- (638590) 2016 BS88
- (638591) 2016 BQ89
- (638592) 2016 BM93
- (638593) 2016 BT93
- (638594) 2016 BV95
- (638595) 2016 BC104
- (638596) 2016 BP104
- (638597) 2016 BQ104
- (638598) 2016 BH105
- (638599) 2016 BK112
- (638600) 2016 BQ116
- (638601) 2016 BZ117
- (638602) 2016 BX124
- (638603) 2016 CJ
- (638604) 2016 CC5
- (638605) 2016 CN6
- (638606) 2016 CO6
- (638607) 2016 CT6
- (638608) 2016 CV6
- (638609) 2016 CD8
- (638610) 2016 CD11
- (638611) 2016 CE12
- (638612) 2016 CY12
- (638613) 2016 CE13
- (638614) 2016 CO17
- (638615) 2016 CD18
- (638616) 2016 CP32
- (638617) 2016 CF36
- (638618) 2016 CR37
- (638619) 2016 CL39
- (638620) 2016 CV39
- (638621) 2016 CM59
- (638622) 2016 CD64
- (638623) 2016 CL64
- (638624) Xueqikun
- (638625) 2016 CR72
- (638626) 2016 CF74
- (638627) 2016 CY74
- (638628) 2016 CX76
- (638629) 2016 CE78
- (638630) 2016 CF78
- (638631) 2016 CH81
- (638632) 2016 CV81
- (638633) 2016 CY81
- (638634) 2016 CN83
- (638635) 2016 CB87
- (638636) 2016 CE87
- (638637) 2016 CW89
- (638638) 2016 CX90
- (638639) 2016 CY94
- (638640) 2016 CU96
- (638641) 2016 CN98
- (638642) 2016 CQ101
- (638643) 2016 CL107
- (638644) 2016 CG115
- (638645) 2016 CS115
- (638646) 2016 CY116
- (638647) 2016 CL118
- (638648) 2016 CT118
- (638649) 2016 CA119
- (638650) 2016 CT120
- (638651) 2016 CV121
- (638652) 2016 CR128
- (638653) 2016 CS130
- (638654) 2016 CL131
- (638655) 2016 CE138
- (638656) 2016 CJ142
- (638657) 2016 CO144
- (638658) 2016 CL148
- (638659) 2016 CV149
- (638660) 2016 CP150
- (638661) 2016 CR150
- (638662) 2016 CK151
- (638663) 2016 CM152
- (638664) 2016 CE153
- (638665) 2016 CM154
- (638666) 2016 CC156
- (638667) 2016 CA162
- (638668) 2016 CT163
- (638669) 2016 CR164
- (638670) 2016 CY164
- (638671) 2016 CC167
- (638672) 2016 CP167
- (638673) 2016 CV169
- (638674) 2016 CT172
- (638675) 2016 CM173
- (638676) Žižek
- (638677) 2016 CN189
- (638678) 2016 CN190
- (638679) 2016 CM191
- (638680) 2016 CV194
- (638681) 2016 CE200
- (638682) 2016 CA203
- (638683) 2016 CP203
- (638684) 2016 CX204
- (638685) 2016 CO205
- (638686) 2016 CZ210
- (638687) 2016 CF214
- (638688) 2016 CK219
- (638689) 2016 CZ219
- (638690) 2016 CP224
- (638691) 2016 CV235
- (638692) 2016 CC245
- (638693) 2016 CF249
- (638694) 2016 CO249
- (638695) 2016 CT252
- (638696) 2016 CX255
- (638697) 2016 CG258
- (638698) 2016 CF263
- (638699) 2016 CZ277
- (638700) 2016 CR278
- (638701) 2016 CP279
- (638702) 2016 CR279
- (638703) 2016 CY279
- (638704) 2016 CF280
- (638705) 2016 CM282
- (638706) 2016 CO282
- (638707) 2016 CT282
- (638708) 2016 CV282
- (638709) 2016 CJ283
- (638710) 2016 CW283
- (638711) 2016 CW289
- (638712) 2016 CS293
- (638713) 2016 CT294
- (638714) 2016 CX295
- (638715) 2016 CU299
- (638716) 2016 CZ300
- (638717) 2016 CH304
- (638718) 2016 CZ306
- (638719) 2016 CA308
- (638720) 2016 CM308
- (638721) 2016 CD309
- (638722) 2016 CQ309
- (638723) 2016 CM310
- (638724) 2016 CO310
- (638725) 2016 CY310
- (638726) 2016 CF313
- (638727) 2016 CK316
- (638728) 2016 CB319
- (638729) 2016 CG320
- (638730) 2016 CJ337
- (638731) 2016 CO337
- (638732) 2016 CU337
- (638733) 2016 CL340
- (638734) 2016 CX350
- (638735) 2016 CA351
- (638736) 2016 CB351
- (638737) 2016 CT351
- (638738) 2016 CY387
- (638739) 2016 CS391
- (638740) 2016 CJ411
- (638741) 2016 DS
- (638742) 2016 DH3
- (638743) 2016 DB6
- (638744) 2016 DY6
- (638745) 2016 DU8
- (638746) 2016 DA10
- (638747) 2016 DD12
- (638748) 2016 DS12
- (638749) 2016 DN13
- (638750) 2016 DL14
- (638751) 2016 DN14
- (638752) 2016 DT15
- (638753) 2016 DX18
- (638754) 2016 DM19
- (638755) 2016 DT22
- (638756) 2016 DM27
- (638757) 2016 DV32
- (638758) 2016 DK33
- (638759) 2016 DJ40
- (638760) 2016 EO3
- (638761) 2016 EG5
- (638762) 2016 EP7
- (638763) 2016 EU7
- (638764) 2016 EN11
- (638765) 2016 EY12
- (638766) 2016 EH20
- (638767) 2016 EE37
- (638768) 2016 EL43
- (638769) 2016 EE45
- (638770) 2016 EW56
- (638771) 2016 EM59
- (638772) 2016 EU60
- (638773) 2016 EE67
- (638774) 2016 EW67
- (638775) 2016 EJ70
- (638776) 2016 ET74
- (638777) 2016 EV75
- (638778) 2016 EY76
- (638779) 2016 EZ76
- (638780) 2016 EO78
- (638781) 2016 ET78
- (638782) 2016 EM80
- (638783) 2016 EP80
- (638784) 2016 EX86
- (638785) 2016 EA87
- (638786) 2016 ES104
- (638787) 2016 EZ105
- (638788) 2016 ED111
- (638789) 2016 EC112
- (638790) 2016 ER112
- (638791) 2016 EU113
- (638792) 2016 ER115
- (638793) 2016 EB118
- (638794) 2016 EE118
- (638795) 2016 ET119
- (638796) 2016 EU120
- (638797) 2016 EL121
- (638798) 2016 ER121
- (638799) 2016 EB122
- (638800) 2016 EH125
- (638801) 2016 EL128
- (638802) 2016 EA135
- (638803) 2016 EL135
- (638804) 2016 EY136
- (638805) 2016 EO141
- (638806) 2016 EG142
- (638807) 2016 ET143
- (638808) 2016 EH145
- (638809) 2016 EQ146
- (638810) 2016 ES146
- (638811) 2016 EM148
- (638812) 2016 EU152
- (638813) 2016 EG164
- (638814) 2016 EE169
- (638815) 2016 EB176
- (638816) 2016 EM179
- (638817) 2016 EE185
- (638818) 2016 EY185
- (638819) 2016 EN186
- (638820) 2016 EU189
- (638821) 2016 EH191
- (638822) 2016 EO191
- (638823) 2016 EQ191
- (638824) 2016 EA194
- (638825) 2016 EK201
- (638826) 2016 ES219
- (638827) 2016 EM221
- (638828) 2016 ES221
- (638829) 2016 EX221
- (638830) 2016 EH224
- (638831) 2016 EV226
- (638832) 2016 EZ226
- (638833) 2016 ED227
- (638834) 2016 EK227
- (638835) 2016 EO227
- (638836) 2016 ER228
- (638837) 2016 EY230
- (638838) 2016 ET232
- (638839) 2016 EZ236
- (638840) 2016 EY237
- (638841) 2016 EJ240
- (638842) 2016 EO240
- (638843) 2016 ET246
- (638844) 2016 EY262
- (638845) 2016 EA265
- (638846) 2016 EG272
- (638847) 2016 EB275
- (638848) 2016 EJ279
- (638849) 2016 EU279
- (638850) 2016 EP294
- (638851) 2016 EU294
- (638852) 2016 EP300
- (638853) 2016 EJ310
- (638854) 2016 ER316
- (638855) 2016 FT1
- (638856) 2016 FL7
- (638857) 2016 FE8
- (638858) 2016 FJ8
- (638859) 2016 FK8
- (638860) 2016 FQ8
- (638861) 2016 FA9
- (638862) 2016 FD10
- (638863) 2016 FO10
- (638864) 2016 FO15
- (638865) 2016 FA21
- (638866) 2016 FN26
- (638867) 2016 FE28
- (638868) 2016 FJ28
- (638869) 2016 FF34
- (638870) 2016 FV34
- (638871) 2016 FO44
- (638872) 2016 FK45
- (638873) 2016 FC47
- (638874) 2016 FT47
- (638875) 2016 FX51
- (638876) 2016 FT62
- (638877) 2016 FB63
- (638878) 2016 FM73
- (638879) 2016 FT81
- (638880) 2016 FG156
- (638881) 2016 GP3
- (638882) 2016 GV6
- (638883) 2016 GX6
- (638884) 2016 GK9
- (638885) 2016 GA10
- (638886) 2016 GU13
- (638887) 2016 GM17
- (638888) 2016 GQ18
- (638889) 2016 GO20
- (638890) 2016 GT27
- (638891) 2016 GB31
- (638892) 2016 GC31
- (638893) 2016 GX40
- (638894) 2016 GA58
- (638895) 2016 GR59
- (638896) 2016 GX66
- (638897) 2016 GS68
- (638898) 2016 GV77
- (638899) 2016 GY86
- (638900) 2016 GL91
- (638901) 2016 GZ98
- (638902) 2016 GG99
- (638903) 2016 GS100
- (638904) 2016 GK104
- (638905) 2016 GY111
- (638906) 2016 GS112
- (638907) 2016 GM116
- (638908) 2016 GM121
- (638909) 2016 GK124
- (638910) 2016 GR126
- (638911) 2016 GP129
- (638912) 2016 GL133
- (638913) 2016 GD138
- (638914) 2016 GS142
- (638915) 2016 GQ147
- (638916) 2016 GU150
- (638917) 2016 GZ152
- (638918) 2016 GS157
- (638919) 2016 GG158
- (638920) 2016 GV167
- (638921) 2016 GN168
- (638922) 2016 GG174
- (638923) 2016 GV178
- (638924) 2016 GO186
- (638925) 2016 GV188
- (638926) 2016 GL191
- (638927) 2016 GS192
- (638928) 2016 GH201
- (638929) 2016 GO224
- (638930) 2016 GS224
- (638931) 2016 GH226
- (638932) 2016 GZ227
- (638933) 2016 GD229
- (638934) 2016 GR229
- (638935) 2016 GV232
- (638936) 2016 GY236
- (638937) 2016 GC237
- (638938) 2016 GW244
- (638939) 2016 GO245
- (638940) 2016 GB246
- (638941) 2016 GE247
- (638942) 2016 GV247
- (638943) 2016 GC251
- (638944) 2016 GV252
- (638945) 2016 GH278
- (638946) 2016 GJ278
- (638947) 2016 GM286
- (638948) 2016 GX289
- (638949) 2016 GX291
- (638950) 2016 GZ295
- (638951) 2016 GC298
- (638952) 2016 GQ298
- (638953) 2016 GD299
- (638954) 2016 GV316
- (638955) 2016 GN359
- (638956) 2016 HG5
- (638957) 2016 HX5
- (638958) 2016 HC7
- (638959) 2016 HN11
- (638960) 2016 HU11
- (638961) 2016 HE15
- (638962) 2016 HX16
- (638963) 2016 HD17
- (638964) 2016 HZ19
- (638965) 2016 HJ30
- (638966) 2016 HJ32
- (638967) 2016 HC33
- (638968) 2016 JZ1
- (638969) 2016 JT4
- (638970) 2016 JA8
- (638971) 2016 JH8
- (638972) 2016 JS9
- (638973) 2016 JX9
- (638974) 2016 JG23
- (638975) 2016 JL23
- (638976) 2016 JD28
- (638977) 2016 JU29
- (638978) 2016 JJ30
- (638979) 2016 JB32
- (638980) 2016 JM32
- (638981) 2016 JE37
- (638982) 2016 JD42
- (638983) 2016 JT48
- (638984) 2016 JW49
- (638985) 2016 JQ64
- (638986) 2016 JQ67
- (638987) 2016 KK2
- (638988) 2016 KG5
- (638989) 2016 KM11
- (638990) 2016 LK5
- (638991) 2016 LV13
- (638992) 2016 LW13
- (638993) 2016 LU22
- (638994) 2016 LJ24
- (638995) 2016 LQ25
- (638996) 2016 LW31
- (638997) 2016 LM33
- (638998) 2016 LC35
- (638999) 2016 LE38
- (639000) 2016 LL58